# Bir al-Hammam
Bir al-Hammam (arab. بئر الحمام; fr. Bir El Hammam) – jedna z 52 gmin w prowincji Sidi Bu-l-Abbas, w Algierii, znajdująca się w południowej części prowincji. W 2008 roku gminę zamieszkiwało 2668 osób. Numer statystyczny gminy w Office National des Statistiques d'Algérie to 2248.